# Griffonia simplicifolia
Griffonia simplicifolia là một loài thực vật có hoa trong họ Đậu. Loài này được (DC.) Baill. miêu tả khoa học đầu tiên.